# Битковский район
Битковский район — упразднённая административно-территориальная единица Западно-Сибирского края РСФСР СССР. Административный центр — село Битки (ныне центр сельского поселения в Сузунском районе). Располагался на территории современного Сузунского района, Новосибирская область. Образован в 1925 году путём реорганизации Битковской волости, упразднён в 1932 в результате объединения с Сузунским районом.

## География
Находился в лесостепной зоне, граничил с Ордынским, Сузунским, Черепановским, Каменским и Бердским районами края, занимал основную часть территории современного Сузунского района Новосибирской области России (площадь составляла 2200 км²). Районный центр село Битки находилось в западной части района. Гидрографическая сеть была представлена такими реками, как Каракан, Черемшанка, Сузун, Малый Сузун, по окраине протекала Обь. Рельеф характеризовался как пологохолмистая равнина. Вдоль реки Обь произрастали сосновые и лиственные породы деревьев. 

## История
Территория района входила в Битковскую волость, бывшую сначала в составе Новониколаевского, а затем Черепановского (укрупнённая волость) уездов. В 1924 году образован Битковский районный комитет ВКПБ. В следующем году Битковский район преобразован из волости и вошёл в состав созданного тогда же Сибирского края. Тогда же в 1925 году район (Черепановский уезд) вместе с тремя районами Каргатского уезда стал входить в образованный Каменский округ. По состоянию на 1926 год район включал в себя 63 населённых пункта.
На 1926 год состоял из 18 сельсоветов. Было почтовое агентство, одна семилетняя школа, 19 школ первой ступени, один фельдшерский пункт и одна районная больница. имелись 12 потребительских обществ и 4 кредитных товарищества, 8 масляных артелей и 3 артели кустарного промысла. В 1927 году вышло постановление ВЦИК, которым район практически полностью включён в состав Новосибирского округа. Оставшиеся сельские советы, Мышланский и Бобровский, вошли в Сузунский район, а позже туда согласно пожеланиям жителей было передано село Мышланка. После этого в районе стало числиться 47 населённых мест и 15 сельсоветов. По данным первого тома «Сибирской советской энциклопедии», изданного в 1929 году, жители района занимались земледелием, разводили крупный рогатый скот, выращивали пшеницу, рожь и овёс. Были распространены бондарный, смолокуренный и ткацкий промыслы. Путями сообщения были Обь и Черепаново-Каменский тракт.
В 1929—1930 годах немалая часть районов края была ликвидирована, однако Битковский эти изменения не затронули. С 1930 года район — в составе Западно-Сибирского края. В 1931 году в Битковский район был передан ряд сельсоветов из упразднённого Спиринского района, территория которого была разделена между Ордынским и Битковским районами. В 1932 году 13 марта было принято решение об объединении Битковского района и Сузунского. Объединённый район получил название Лушниковский. 10 декабря это постановление было изменено, и объединённый район получил наименование Сузунский.

## Состав
Приведён по данным 1926 года:
| Сельсовет                     | Административный центр          |
| ----------------------------- | ------------------------------- |
| Артамоновский                 | село Артамоново                 |
| Бедринский                    | деревня Бедрина                 |
| Битковский                    | село Битки                      |
| Болтовский                    | село Болтово                    |
| Ересенский                    | деревня Ерестная                |
| Ершовский                     | село Ершово                     |
| Заковряжинский                | село Заковряжино                |
| Лушниковский                  | село Лушниково                  |
| Маюровский                    | деревня Маюрова                 |
| Плосковский                   | деревня Плоская                 |
| Рождественский (Мышлановский) | село Рождественское (Мышланово) |
| Татчихинский                  | деревня Татчиха                 |
| Урюпинский                    | деревня Урюпина                 |
| Харьковский                   | посёлок Харьковка               |
| Холодновский                  | деревня Холодная                |
| Шарчинский                    | село Шарчино                    |
| Шигаевский                    | деревня Шигаева                 |
| Шипуновский                   | село Шипуново                   |

## Население
По данным 1926 года в районе насчитывалось 6483 хозяйства, проживало 32 867 человек, из которых мужчины — 15 987, женщины — 16 880 человек. Русские составляли основную часть населения, наиболее численно заметные национальные группы — украинцы (4,7 %), мордва (3,2 %).
На 1930 год население района — 38 282 человека.